# 蓋瑞·蓋耶提
蓋瑞·喬瑟夫·蓋耶提（英語：Gary Joseph Gaetti，1958年8月19日—），為美國職棒大聯盟的三壘手，生涯曾效力過雙城、天使、皇家、紅雀、小熊與紅襪等隊。
蓋耶提在1987年隨隊拿下世界大賽冠軍，他還是該屆美聯冠軍賽的MVP。這年他成為大聯盟首位在生涯季後賽前兩打席都開轟的選手。2012年2017年間，他在獨立聯盟球隊擔任總教練。

## 職業生涯
蓋耶提在大學時期就曾敲出505英尺的大號全壘打，展現其不凡的打擊力量。1978年大聯盟選秀，他在第4輪被紅雀選走。後來他在6月的次輪選秀會上，於第3輪被白襪選中。不過蓋耶提最後都沒有選擇簽約，他在1979年再次投入選秀，並在6月的次輪選秀會上，於第1輪被印地安人選走。他在6月21日和球隊簽約，正式開啟職棒生涯。
蓋耶提在小聯盟打滾3個賽季，最後在1981年於雙城登上大聯盟。他在初登場的生涯首打席就從查理·賀夫手中開轟。
1986年，蓋耶提的打擊率為2成87，並敲出34轟與108分打點。他在這年開始連續四年拿下金手套獎。1987年，他幫助雙城拿下搬家後的隊史首冠。這年他的打擊率為2成57，並敲出31轟與109分打點。他在季後賽的生涯前兩打席都順利開轟，最後幫助球隊在美聯冠軍賽擊敗老虎，他也因此拿下系列賽的MVP。
1988年和1989年，蓋耶提都有入選明星賽。1990年6月17日，蓋耶提幫助雙城成為大聯盟唯一一支單場製造兩次三殺守備的球隊。
1990年，蓋耶提的打擊率僅2成29。後來他成為自由球員，並加盟天使隊。他在天使隊的第三年也出現打擊成績下滑，因此在球季中遭到釋出。1993年6月，皇家三壘手Keith Miller受傷，只剩下新人Phil Hiatt可以擔任三壘手，因此球隊緊急簽下蓋耶提。他在皇家隊的兩年間共敲出26轟，並和其他三壘手輪替先發上場。1995年，蓋耶提出賽36場比賽，打擊率為2成61，並敲出35轟與96分打點。他也拿下生涯唯一一座銀棒獎。
球季結束後，蓋耶提成為自由球員，他後來加盟紅雀。他在紅雀打了兩年後，在1998年8月被球隊釋出。隨後他加盟小熊，並繳出3成20的打擊率，還敲出8轟與27分打點，幫助球隊拿下外卡席次。1999年，蓋耶提的打擊率只剩下2成04，並敲出9轟。他在2000年4月加盟紅襪，出賽5場比賽後退休。
棒球數據專家比爾·詹姆斯曾評價蓋耶提是一名極不尋常的球員，因為他的衰退期相當地緩慢。在生涯首打席開轟的球員當中，蓋耶提仍是目前其中的全壘打王。

## 退休
2003年10月，蓋耶提入選西北密蘇里州大運動名人堂。2002年至2004年間，他在太空人3A球隊擔任打擊教練。2004年7月14日，他成為太空人的打擊教練。2007年，他擔任魔鬼魚3A球隊的打擊教練。2012年，他成為舒格蘭蚊子隊(今舒格蘭太空牛仔，太空人3A球隊)的隊史首任總教練。2013年，他帶隊拿下95勝，刷新大西洋職業棒球聯盟的單隊勝場紀錄。他在2014年和2016年率領球隊拿下兩座冠軍，球隊也在2021年8月21日將他的球衣退休。
2007年8月19日，他在49歲生日當天入選雙城隊名人堂。2008年10月2日，光芒隊的埃文·朗歌利亞成為第二位在季後賽生涯前兩打席順利開轟的球員。
蓋耶提的兒子喬在大學時期是一名棒球隊員，他先後效力於小聯盟5支不同球隊。他最高層級只到2A，在升上3A失敗後，喬在2010年選擇退休。

## 生涯打擊成績
| 出賽次數 | 打席 | 打數 | 得分 | 安打 | 二安 | 三安 | 全壘打 | 打點 | 盜壘 | 保送 | 三振 | 打擊率 | 上壘率 | 長打率 | OPS  |
| -------- | ---- | ---- | ---- | ---- | ---- | ---- | ------ | ---- | ---- | ---- | ---- | ------ | ------ | ------ | ---- |
| 2507     | 9817 | 8951 | 1130 | 2280 | 443  | 39   | 360    | 1341 | 96   | 634  | 1602 | .255   | .308   | .434   | .741 |

## 個人生活
1988年，蓋耶提進行膝蓋手術導致球季提前結束後，他成為一名基督徒。

## 外部連結
- 球員資訊和成績在MLB，ESPN，Baseball-Reference，Fangraphs（英文）

| 奖项与成就             | 奖项与成就              | 奖项与成就          |
| ---------------------- | ----------------------- | ------------------- |
| 前任： 丹尼斯·馬丁尼茲 | 國家聯盟最老球員 1999年 | 繼任： Jesse Orosco |